# 尹遂祈
尹遂祈（？—1607年），字鏡陽，號海蟾，廣東廣州府东莞县横冈人，明朝政治人物。

## 生平
少颖异，博涉羣书，既乃逊志江门之学，以致虚守静为要。弱冠領万历十六年（1588年）辛卯科廣東乡试第四名舉人，二十九年（1601年）辛丑科進士，刑部觀政，除福建闽县令，三十三年调同安知县。洁己爱民，严绝请托。中左商税累民，遂祈与税监力争之，语急，杂以方言，龈龈动色，税监啣之，竟被黜。去官日，商民泣涕走送百馀里，归至赣州而卒。卒之夕，犹手《江门集》不置，语其弟曰：吾将从白沙先生游矣。

## 家族
曾祖尹应科，祖尹志昂，父尹纪禹，廪生。子尹体震，字恒复，性至孝，父卒时年十岁，奉旅榇归，望里门擗踊几绝，见者皆为流涕。弟尹遂芬，字素阳，万历三十七年己酉舉人。